# NGC 7483
NGC 7483 is een balkspiraalstelsel in het sterrenbeeld Vissen. Het hemelobject werd op 18 september 1830 ontdekt door de Britse astronoom John Herschel.

## Synoniemen
- UGC 12353
- MCG 0-58-30
- ZWG 379.32
- IRAS 23032+0316
- PGC 70455